# FGF21
Il fattore di crescita dei fibroblasti 21 o FGF21 (dall'inglese Fibroblast growth factor 21) è una proteina che negli esseri umani è codificata dal gene FGF21. L'FGF21 appartiene alla famiglia dei fattori di crescita dei fibroblasti (FGF), nello specifico fa parte della sottofamiglia endocrina che comprende FGF15/19 e FGF23. I fattori di crescita dei fibroblasti regolano un'ampia gamma di funzioni biologiche, tra cui la proliferazione cellulare, la sopravvivenza, la migrazione e la angiogenesi. Tutte le funzioni biologiche dei FGF sono mediate dall'interazione con i loro recettori specifici, i recettori dei fattori di crescita dei fibroblasti ad attività tirosina-chinasica (dall'inglese FGF-receptor, FGF-R); sono presenti quattro recettori per i differenti FGF (FGF-R1/4). L'FGF21 è un ormone pleiotropico secreto principalmente dal fegato ritenuto un importante regolatore dell'omeostasi energetica, cioè l'insieme di tutti i processi biologici attraverso i quali l'organismo mantiene costante il proprio peso corporeo, bilanciando l'introito e la spesa energetica. L'FGF21 agisce attraverso un complesso recettoriale sulla superficie cellulare che comprende il recettore tipico FGF (FGF-R1c) e il suo co-recettore obbligato, β-klotho (KLB).

## Storia
I geni FGF21 umani e murini sono stati in origine clonati dal gruppo del dottor Nobuyuki Itoh attraverso un approccio PCR, utilizzando primer degenerati derivati da FGF e la massima espressione del trascritto di FGF21 è stata trovata nel fegato e nel timo del topo. Questa scoperta è rimasta l'unico risvolto biologico fino al 2005, quando è stato comunicato il primo rapporto che identificava FGF21 come regolatore del peso corporeo e modulatore insulino-indipendente dell'assorbimento del glucosio.

### Identificazione della bioattività in vitro di FGF-21
La svolta iniziale nella scoperta della funzione di FGF21 è arrivata come risultato di uno screening fenotipico effettuato presso i laboratori di ricerca Lilly all'inizio del 2000 da un gruppo di ricercatori guidato da Alexei Kharitonenkov. Una serie di nuove proteine secrete con funzione sconosciuta (PUF) vennero prese in esame in un test di assorbimento del glucosio negli adipociti 3T3-L1 di topo. Poiché l'obiettivo primario di questo primo tentativo era individuare molecole in grado di indurre una rapida risposta "simile all'insulina", lo screening fu eseguito in relazione a un tempo di stimolazione cellulare relativamente breve con insulina da sola o in combinazione con i PUF. Uno dei PUF esaminati era FGF21 ricombinante umano, che risultò essere capace di aumentare l'attività dell'insulina nel test di assorbimento del glucosio. Poiché il risultato ottenuto, sebbene statisticamente significativo, era di natura modesta, il sistema di screening dell'assorbimento del glucosio fu perfezionato, con lo scopo di intercettare in modo più accurato l'effettiva entità dell'azione di FGF21 in un paradigma di trattamento a lungo termine. Nonostante l'obiettivo primario dello screening fosse quello di identificare le molecole che agivano in modo ormonale rapido, come mimetici o sensibilizzatori dell'insulina, la sperimentazione produsse un altro risultato. Questi primi esiti in vitro hanno infatti portato a concludere che gli effetti di FGF-21 sull'assorbimento del glucosio negli adipociti erano indipendenti dall'insulina, poiché FGF21 sembra indurre l'assorbimento di glucosio negli adipociti senza richiedere la presenza di insulina esogena, aumentando l'espressione del GLUT1 negli adipociti.

### Prova della bioattività in vivo di FGF-21
Alla luce di questi primi risultati, l'obiettivo degli studi successivi fu quello di stabilire se l'effetto di FGF21 in vitro fosse traducibile in un significativo abbassamento del glucosio negli animali diabetici e se FGF21 fosse privo di effetti collaterali come ipoglicemia e aumento di peso, problemi comunemente associati alla terapia insulinica tradizionale. La somministrazione di FGF21 a topi ob/ob e db/db, animali transgenici affetti da una sindrome di obesità caratterizzata da  iperglicemia e resistenza all'insulina, ha portato a un significativo abbassamento del glucosio nel sangue, paragonabile a quello dell'insulina, e a una riduzione dei trigliceridi. Mentre l'insulina ha indotto, occasionalmente, ipoglicemia, nel trattamento con FGF21 non sono stati registrati livelli di glucosio nel sangue inferiori al livello standard sia nei topi diabetici che in quelli magri, sia a stomaco pieno che a digiuno. Inoltre, gli animali non sono aumentati di peso durante la terapia farmacologica con FGF21.
Infine fu condotto uno studio, in collaborazione con la dott.ssa Barbara Hansel, con l'intento di verificare l'attività metabolica di FGF21 nei macachi Rhesus diabetici; poiché questi animali presentano caratteristiche patologiche simili a quelle dell'uomo, quindi eventuali risultati farmacologici in questo modello in vivo sono altamente traducibili nella condizione umana. La somministrazione di FGF21, come nei roditori, ha portato a un calo del glucosio nel sangue a digiuno, dell'insulina, del glucagone e dei trigliceridi. Inoltre, anche in questo caso, non si sono verificati episodi di ipoglicemia. I molteplici risultati metabolici ottenuti nelle scimmie diabetiche hanno stabilito fermamente come FGF21 possa essere un candidato farmaco per il trattamento del diabete.
Nel 2007 alcuni studi hanno rivelato che FGF21 agisce attraverso un complesso recettoriale unico (KLB-FGFR) e nel 2009 ulteriori approfondimenti hanno dimostrato che questo ormone ha potenti effetti di sensibilizzazione all'insulina nei roditori obesi. I ruoli fisiologici in cui FGF21 regola il digiuno e l'assunzione di macronutrienti sono stati successivamente scoperti rispettivamente nel 2007 e tra il 2013 e il 2016, evidenziando così la sua funzione nell'omeostasi energetica e dei nutrienti. Il sistema nervoso centrale, nel 2014, e i tessuti adiposi, nel 2017, sono stati identificati come bersagli diretti che mediano aspetti distinti degli effetti metabolici di FGF21. Studi clinici hanno poi rivelato nel 2013 il potenziale terapeutico degli analoghi dell'FGF21 nel trattamento del diabete e dell'obesità, e della NASH tra il 2019 e il 2020. Infine, nel 2020, è stato dimostrato che gli obiettivi primari diretti delle azioni di FGF21 sono alla base dei suoi effetti sulla funzione neuronale per sopprimere l'assunzione di zuccheri semplici.

## Funzione
FGF21 è un ormone metabolico inducibile dal digiuno o da altre forme di stress metabolico, secreto principalmente dal fegato, ha un notevole impatto sulla salute e sulla funzione di molti organi e tessuti. L'interesse verso il fattore di crescita dei fibroblasti 21 (FGF21) è stato inizialmente suscitato dalla sua capacità di correggere la sindrome metabolica e ridurre il peso corporeo associato al diabete e all'obesità. Infatti, una tra le prime azioni metaboliche di FGF21 a essere stata scoperta è la sua abilità di aumentare l'assorbimento del glucosio negli adipociti bianchi, agendo in modo indipendente dall'insulina. Sono stati compiuti molti studi in vivo che hanno portato a considerare FGF21 come uno dei più potenti sensibilizzatori dell'insulina; è stato dimostrato che una singola iniezione di FGF21 può ridurre i livelli di glucosio plasmatico di oltre il 50% in modelli animali con obesità geneticamente indotta o indotta dalla dieta. Numerose ricerche sono poi state fatte per comprendere il ruolo di FGF21 nella diminuzione del peso corporeo: la somministrazione prolungata di FGF21 o analoghi di FGF21 nei roditori e nei primati non umani ha portato a una significativa diminuzione del peso corporeo, risultati molto più modesti sono invece stati registrati negli esseri umani. Questi effetti della segnalazione estesa di FGF21 nel promuovere la perdita di peso attraverso un aumento del dispendio energetico sono mediati attraverso azioni dirette sul sistema nervoso centrale e non sui tessuti adiposi.   Ulteriori esperimenti nei topi DIO  hanno mostrato come FGF21 non solo aumenta la sensibilità all'insulina e riduce il peso corporeo ma anche l'adiposità, i trigliceridi e il colesterolo epatici; inverte inoltre l'iperglicemia e l'ipertrigliceridemia plasmatica. Un ruolo fisiologico importante di FGF21 è la regolazione dell'omeostasi dei nutrienti. Studi di associazione genomica (GWAS), tra i quali quello condotto da un gruppo di ricercatori guidato da Matthew Potthoff della University of Iowa, che associano i cambiamenti nell'assunzione di macronutrienti con varianti genetiche, hanno identificato polimorfismi a singolo nucleotide nel locus FGF21, che correlano questo ormone ai cambiamenti nell'assunzione di carboidrati.
Questi polimorfismi a singolo nucleotide sono anche associati a un aumento della preferenza per il gusto dolce. I ricercatori dell'Università dell'Iowa hanno inizialmente iniettato FGF21 nei topi normali, rendendoli così capaci di resistere al richiamo dello zucchero, portandoli ad assumerne sette volte meno del normale. Successivamente l'esperimento è stato ripetuto servendosi di topi geneticamente modificati, cioè non in grado di produrre FGF21 o di produrne in grandi quantità (500 volte superiori al normale); i ricercatori si sono accorti di come i roditori privi di FGF21 assumevano massicce dosi di zucchero, mentre quelli con concentrazione elevata di FGF21 consumavano quantità minime. Alla luce di questi risultati, i ricercatori hanno dunque desunto che FGF21 svolge un ruolo molto significativo nel regolare il craving per gli zuccheri, cioè l'ormone diminuisce l'appetito e l'assunzione di zuccheri, anche se non di tutti (saccarosio, fruttosio e glucosio) allo stesso modo. Come conclusione è stato dimostrato come FGF21, una volta rilasciato in circolo, raggiunge il cervello e qui, agendo sull'ipotalamo, una regione che controlla l'assunzione di cibo, inibisce la fame golosa. Allo stesso modo l'ormone sopprime il desiderio di alcol nei topi e pure nelle scimmie ubriache, stimola la sete di acqua (presumibilmente per proteggere dalla disidratazione causata dal consumo di alcol) e protegge dai danni al fegato indotti dall'alcol. Infatti, uno studio pubblicato su Cell Metabolism ha riportato alcuni esperimenti sui topi che hanno rilevato che le iniezioni di FGF21 non solo li proteggevano dalla perdita di equilibrio e riflessi dovuta all'etanolo, ma ne velocizzavano la ripresa dall'intossicazione.

## Applicazioni terapeutiche
Gli studi relativi a FGF21 hanno consentito una migliore comprensione del meccanismo molecolare di base della segnalazione di FGF21 e degli effetti metabolici dell'ormone, fornendo nuove intuizioni critiche per lo sviluppo di terapie basate sul segnale di FGF21 in termini sia di bersagli molecolari che tissutali per una serie di malattie metaboliche. Gli studi farmacologici svolti con FGF21, analoghi di FGF21 o agonisti di FGFR1-KLB hanno confermato che l'attivazione delle vie di segnale di FGF21 migliora le comuni malattie metaboliche come obesità, diabete, steatosi epatica, steatoepatite, iperlipidemia e iperglicemia in modelli murini. Tuttavia, va notato che gli effetti antidiabetici e ipoglicemizzanti dell'FGF21 farmacologico non erano così significativi nei pazienti clinici come quelli registrati nei topi, quindi finora non possiamo affermare che FGF21 rappresenti un'efficace strategia per la gestione clinica di pazienti umani affetti da malattie metaboliche come obesità e diabete mellito. Nonostante ciò l'interesse scientifico per FGF21 rimane ancora elevato, perciò studi futuri potrebbero essere in grado di determinare se FGF21 da solo o in combinazione con altre terapie sia efficace nel prevenire o trattare l'obesità, che poi aumenta il rischio di molte malattie gravi, incluse neoplasie, malattie cardiovascolari, diabete mellito di tipo 2 e malattie respiratorie croniche.  È infatti noto che l'obesità si manifesta nel fegato e nel pancreas rispettivamente come malattia del fegato grasso non alcolica (NAFLD) e malattia del pancreas grasso non alcolica (NAFPD). La NAFLD cronica e la NAFPD possono manifestarsi in stati infiammatori e fibrotici, ad esempio steatoepatite (NASH) e steatopancreatite (NASP), che sembrano tutti fattori di rischio per lo sviluppo terminale di lesioni neoplastiche. Allo stesso modo FGF21 rappresenta una potenziale opportunità terapeutica per un'efficace prevenzione e trattamento della malattia del fegato grasso di tipo alcolico, oltre a quella di tipo non alcolico, e potenzialmente anche per la gestione dell'alcolismo.

## Sistema recettoriale
FGF21 svolge le sue funzioni biologiche legando e attivando un complesso recettoriale costituito dal co-recettore β-klotho (KLB) e dal recettore tradizionale di FGF, il recettore del fattore di crescita dei fibroblasti 1c (FGFR1c). FGFR1c presenta un pattern di espressione ubiquitario nei diversi tessuti, mentre l'espressione di KLB è principalmente ristretta a tessuti metabolici specifici (per esempio, il fegato, il pancreas e il tessuto adiposo), e una minore espressione è stata osservata nel cervello. Si ritiene, quindi, che KLB conferisca specificità alla segnalazione di FGF21. Infatti l'assenza di FGF21 compromette tutti gli effetti di FGF21 sia in vitro che in vivo. Si ritiene che KLB funzioni come recettore target per FGF21, favorendo così l'associazione con FGFR1c, che funziona come recettore effettore. Il legame con FGF21 promuove la formazione di un complesso di segnalazione dimerico FGFR1c-KLB, che attiva i domini tirosin-chinasici intracellulari di FGFR1c e propaga la segnalazione attraverso la fosforilazione da parte della chinasi ERK.